# Coral Infantil Magia y Arte
Coral Infantil Magia y Arte es una agrupación musical venezolana, decretada Patrimonio Artístico Cultural en el año de 1992. Esta organización, inspirada en las Reducciones Jesuíticas del Paraguay, se caracteriza por la promoción de los Derechos Humanos a través de la música. Tiene su sede en el Municipio Chaguaramas del Estado Guárico y fue fundada en 1989 por el activista de los Derechos Humanos Emiladys Arnaldo Meneses.

## Trayectoria
La Coral Infantil Magia y Arte, posee una intensa carrera que tiene entre su haber presentaciones en distintos escenarios nacionales como: Programa de televisión "A Puerta Cerrada", conducido por Marietta Santana y transmitido por RCTV; programa de televisión "Contesta por Tío Simón", transmitido por Venezolana de Televisión y donde tuvieron, tres veces, la ocasión de acompañar al músico venezolano Simón Díaz; en dos ocasiones se presentaron en el Complejo Cultural "Teresa Carreño", en el marco de la Conferencia Nacional sobre los Derechos del Niño (1991) y atendiendo la invitación del músico venezolano José Antonio Abreu, entonces Ministro de la Cultura.
La sencillez de la agrupación, mezclada con su fuerza interpretativa, hizo que esta coral fuera escogida para formar parte del coro integrado que cantó la Misa Papal de La Carlota, durante la segunda visita del Papa Juan Pablo II a Venezuela, en 1996.
Esta agrupación ha recorrido Venezuela, llevando un mensaje de respeto a los Derechos Humanos, de solidaridad y de paz a través de la música.

## Premios y reconocimientos
- 1991 Hijos Ilustres del Municipio Chaguaramas.
- 1992 Patrimonio Artístico Cultural.
- 1992 Agrupación Musical Infantil del Año. (Fundación para la Cultura).
- 1996 Orden "Manuel Cedeño" en su única clase.
- 2002 Premio "Flor Manuitt", de la Red de Bibliotecas.

Ha recibido reconocimientos de parte de: Gobernación del Estado Guárico; INCE; Colegio de Ingenieros; Conferencia Episcopal Venezolana; Fundación para el Fomento de la Cultura; Consejo Nacional de La Cultura (CONAC); Consejo Nacional de Derechos del Niño y del Adolescente; Alcaldía Metropolitana de Caracas; Instituto Universitario de Tecnología de Los LLanos; Alcaldía del Municipio Chaguaramas; Arquidiócesis de Calabozo; Embajada del Reino de España; entre otros.
- Datos: Q5788170